# Otto Wernicke
Pour les articles homonymes, voir Wernicke.
Otto Karl Robert Wernicke, né le 30 septembre 1893 à Osterode am Harz et mort le 7 novembre 1965 à Munich, était un acteur allemand.

## Biographie
Otto Wernicke est surtout connu pour ses rôles dans M le maudit et Le Testament du docteur Mabuse de Fritz Lang, dans lesquels il incarne le commissaire Lohmann, créant ainsi une des premières figures au cinéma du commissaire rationnel et pragmatique, à la présence imposante.

## Filmographie partielle
- 1931 : M le maudit de Fritz Lang
- 1932 : Die verkaufte Braut
- 1932 : Stürme der Leidenschaft (version allemande de Tumultes)
- 1933 : Le Testament du docteur Mabuse
- 1933 : S.A.-Mann Brand
- 1936 : Das Schloß in Flandern de Géza von Bolváry
- 1941 : Le Président Krüger (Ohm Krüger)
- 1942 : Le Grand Roi (Der große König)
- 1943 : Titanic
- 1945 : Kolberg
- 1945 : Le Cas Molander (Der Fall Molander)
- 1947 : Lang ist der Weg
- 1950 : Wer fuhr den grauen Ford?